# Dimeria kollimalayana
Dimeria kollimalayana är en gräsart som beskrevs av M.Mohanan och A.V.N.Rao. Dimeria kollimalayana ingår i släktet Dimeria och familjen gräs. Inga underarter finns listade i Catalogue of Life.